# La Rinconada (municipi de Sevilla)
La Rinconada és una localitat i municipi de la província de Sevilla, Andalusia, Espanya. L'any 2005 tenia 35.525 habitants. La seva extensió superficial és de 140 km² i té una densitat de 232,3 hab/km². Les seves coordenades geogràfiques són 37° 29′ N, 5° 58′ O. Està situada a una altitud de 13 metres i a 9 kilòmetres de la capital de la província, Sevilla.
| 1996   | 1998   | 1999   | 2000   | 2001   | 2002   | 2003   | 2004   | 2005   | 2006   |
| ------ | ------ | ------ | ------ | ------ | ------ | ------ | ------ | ------ | ------ |
| 26.059 | 26.942 | 27.673 | 28.487 | 29.223 | 29.759 | 30.761 | 31.683 | 32.525 | 33.370 |